# Grafmonument van het echtpaar Jurgens-van Waardenburg
Het grafmonument van het echtpaar Jurgens-van Waardenburg is een grafmonument op de rooms-katholieke begraafplaats Eikenboomgaard in de Nederlandse stad Oss, dat wordt beschermd als rijksmonument.

## Achtergrond
Hendrikus Leonardus (Henri of Driekus) Jurgens (1840–1888), was lid van de familie Jurgens en een zoon van Antoon Jurgens en Johanna Lemmens. Hij was medefirmant van Anton Jurgens' Margarinefabrieken in Oss en wordt beschouwd als het financiële brein achter het familiebedrijf. Hij werd benoemd tot ridder in de Orde van Sint-Gregorius de Grote. Jurgens trouwde in 1866 met koopmansdochter Theodora van Waardenburg (1840-1899).
Het echtpaar Jurgens-van Waardenburg werd begraven in de eerste klas van begraafplaats Eikenboomgaard. Het neogotisch grafmonument werd ontworpen door de Utrechtse beeldhouwer Friedrich Wilhelm Mengelberg. 

## Beschrijving
Het graf heeft een vierkante plattegrond. Het monument bestaat uit twee liggende hardstenen grafplaten, waarop in reliëf een krans is geplaatst. Achter de grafplaten staat een drieënhalve meter hoge, zich verjongende stele. De stele heeft een donkere sokkel, met een opbouw in drie delen. Aan de voorzijde vermeldt een plaat het opschrift 

Goede Jezus door Uw zoet hart, Heilige Moeder Gods door Uwe onbevlekte ontvangenis, H. Henricus, H. Theodora voor uwe verdiensten en voorspraak gedenk uwe dienaren

Aan weerszijden is in een driepasnis een opschrift te lezen, links de tekst "Wat God heeft saamgevoegd 3 mei 1866 scheide de mensch niet" en rechts "Zij zullen rusten van hunne arbeid want hunne werken volgen hen"
Het bovenste deel van de stele bestaat uit een gotische kapel van Franse kalksteen, gedecoreerd met onder andere pinakels, kruisbloemen en hogels. In het centrale, open gedeelte is een beeldengroep geplaatst. De overledenen zijn knielend afgebeeld, onder hoede van hun beschermheiligen, aan de voeten van Maria met Kind. 

## Waardering
Het grafmonument werd in 2001 in het Monumentenregister opgenomen, het wordt beschouwd als "van algemeen cultuurhistorisch belang als bijzondere uitdrukking van een sociaal-economische ontwikkeling. Het grafmonument van Henri Jurgens en Theodora van Waardenburg is van architectuurhistorisch/kunsthistorisch belang vanwege de hoogwaardige esthetische kwaliteiten en het bijzondere materiaalgebruik en de ornamentiek. Het graf van Henri Jurgens en Theodora van Waardenburg vormt een essentieel onderdeel van het complex Eikenboomgaard en heeft als zodanig ensemblewaarde."